# Michelle Mae
Michelle Mae est une musicienne américaine originaire de l'État de Washington. Elle est connue pour avoir joué en tant que bassiste dans les groupes de musique tels que The Make-Up et Weird War.